# Paradentalium americanum
Paradentalium americanum är en blötdjursart som först beskrevs av Jean-Charles Chenu 1843.  Paradentalium americanum ingår i släktet Paradentalium och familjen Dentaliidae. Inga underarter finns listade i Catalogue of Life.